# Nikolaus Schpak-Dolt
Nikolaus Schpak-Dolt ist ein deutscher Sprachwissenschaftler und Fachbuchautor, der vor allem zur spanischen und französischen Morphologie publiziert.

## Leben
Nikolaus Schpak-Dolt wurde im Jahr 1977 mit einer Dissertation zu dem Thema Zur Semantik von Tempus und Aspekt des Russischen im Rahmen einer lambda-kategorialen Sprache an der Universität Konstanz promoviert. Seither ist er dort in Forschung und Lehre tätig und arbeitet an Projekten zur lexikalischen Semantik und zur Morphologie. Seine Arbeitsschwerpunkte sind die französische und spanische Morphologie.

## Werke (Auswahl)
- Einführung in die Morphologie des Spanischen. De Gruyter 2012, ISBN 3-11-028379-4.
- Einführung in die Morphologie des Spanischen (Romanistische Arbeitshefte). De Gruyter 1999, ISBN 3-484-54044-3.
- Einführung in die französische Morphologie. De Gruyter 2010, ISBN 978-3-11-023391-9.
- Bibliographische Materialien zur französischen Morphologie. Ein teilkommentiertes Publikationsverzeichnis für den Zeitraum 1875–1950, Lang 2003, ISBN 3-631-50296-6.